# Красне (гмина, Жешувский повет)
Красне (пол. Krasne) — сельская гмина (волость) в Польше, входит как административная единица в Жешувский повет, Подкарпатское воеводство. Население — 9660 человек (на 2005 год).

## Сельские округа
1. Красне
2. Малява
3. Паликувка
4. Стражув